# Колібрі-зіркохвіст зелений
Колі́брі-зіркохві́ст зелений (Urosticte ruficrissa) — вид серпокрильцеподібних птахів родини колібрієвих (Trochilidae). Мешкає в Андах.

## Опис
Довжина птаха становить 8-10 см, вага 4-4,2 г. Виду притаманний статевий диморфізм. У самців верхня частина тіла зелена, блискуча, за очима помітні білі плями. Нижня частина тіла зелена, блискуча. Хвіст темно-бронзовий, центральні стернові пера мають широкі білі кінчики, нижні покривні пера хвоста і гузка охристі. У самиць нижня частина тіла біла, сильно поцяткована зеленими плямами, особливо на горлі й грудях. Хвіст чорнувато-зелений або темно-бронзовий, крайні стернові пера мають білі кінчики. Дзьоб прямий, чорний, довжиною 20 мм. Забарвлення молодих птахів є подібним до забарвлення самиць, пера на голові у них мають коричневі краї.

## Поширення і екологія
Зелені колібрі-зіркохвости мешкають на східних схилах Центрального і Східного хребтів Колумбійських Анд (Уїла, південний схід Нариньйо) та на східних схилах Анд в Еквадорі і Перу (на південь до Сан-Мартіна). Вони живуть у вологих гірських і хмарних тропічних лісах та на узліссях, на висоті від 1350 до 2400 м над рівнем моря. Живляться нектаром квітів, яких шукають від підліска до крон дерев, зокрема з родини бромелієвих та з родів Clusia і Palicourea, а також доповнюють раціон комахами, яких ловлять у польоті або збирають з рослинності. Сезон розмноження триває з січня по квітень. Гніздо чашоподібне, робиться з моху, розміщується серед ліан, на висоті від 2 до 4 м над землею. У кладці 2 яйця, інкубаційний період триває 15-18 днів, пташенята покидають гніздо через 22-24 дні після вилуплення.